# Българи в Унгария
Българите са етническа група в Унгария. Според преброяването на населението през 2011 г. те са 6272 души, или 0,06 % от населението на страната.

## История
Ранното присъствие на българи в Унгария е още от преди заселването на Унгария през 9 век от днешните унгарци, предвождани от княз Арпад. По това време Унгария е гранична на България.
По-късно голяма вълна български заселници пристига в Унгария, след като унгарският крал Лайош през 1395 г. завзема за кратко град Видин, последните български царе Константин и Фружин бягат в Унгария.
Следващата преселническа вълна е след потушаването на Чипровското въстание през 1688 г., когато голяма група българи-католици се преселват в Унгария, в района на Банат. През 1744 г. те получават привилегии от императрица Мария Тереза. През 1811 г. император Франц I дава същите привилегии на община Винга.
След разгрома на въстанието на Карпош през 1689 година и Австро-турската война от 1737-1739 година Унгария, главно по южната граница, се установяват и много православни българи. Някои от тях развиват мащабна търговска дейност и достигат високо обществено положение – Тодор Николич получава титлата „граф от Велес“, а братята Георги и Иван Калинович – „граф от Дойран“.
Последната, и най-голямата, вълна на заселване е от края на 19 до средата на 20 век. Пристигат главно градинари, които се заселват в околностите на градовете Будапеща, Сегед и Мишколц.

## Численост и дял

### Преброявания на населението
Численост и дял на българите според преброяванията на населението през годините, по области:
| Област               | Численост | Численост | Област               | Дял (в %) | Дял (в %) |
| Област               | 2001      | 2011      | Област               | 2001      | 2011      |
| Общо                 | 2316      | 6272      | Средно за страната   | 0.0227    | 0.0631    |
| -------------------- | --------- | --------- | -------------------- | --------- | --------- |
| Бараня               | 86        | 204       | Бараня               | 0.0211    | 0.0527    |
| Бач-Кишкун           | 49        | 231       | Бач-Кишкун           | 0.0089    | 0.0443    |
| Бекеш                | 46        | 103       | Бекеш                | 0.0115    | 0.0286    |
| Боршод-Абауй-Земплен | 93        | 335       | Боршод-Абауй-Земплен | 0.0124    | 0.0488    |
| Будапеща             | 1207      | 2271      | Будапеща             | 0.0678    | 0.1313    |
| Ваш                  | 11        | 96        | Ваш                  | 0.0041    | 0.0374    |
| Веспрем              | 25        | 138       | Веспрем              | 0.0066    | 0.0392    |
| Дьор-Мошон-Шопрон    | 25        | 256       | Дьор-Мошон-Шопрон    | 0.0057    | 0.0571    |
| Зала                 | 23        | 77        | Зала                 | 0.0077    | 0.0272    |
| Комаром-Естергом     | 58        | 162       | Комаром-Естергом     | 0.0183    | 0.0531    |
| Ноград               | 21        | 55        | Ноград               | 0.0095    | 0.0271    |
| Пеща                 | 322       | 1052      | Пеща                 | 0.0297    | 0.0864    |
| Саболч-Сатмар-Берег  | 43        | 171       | Саболч-Сатмар-Берег  | 0.0073    | 0.0305    |
| Толна                | 22        | 73        | Толна                | 0.0088    | 0.0317    |
| Фейер                | 39        | 157       | Фейер                | 0.0089    | 0.0368    |
| Хайду-Бихар          | 83        | 341       | Хайду-Бихар          | 0.0150    | 0.0623    |
| Хевеш                | 17        | 108       | Хевеш                | 0.0052    | 0.0349    |
| Чонград              | 73        | 171       | Чонград              | 0.0168    | 0.0409    |
| Шомод                | 38        | 99        | Шомод                | 0.0113    | 0.0312    |
| Яс-Надкун-Солнок     | 35        | 172       | Яс-Надкун-Солнок     | 0.0084    | 0.0444    |

## Организации
| Българска православна църква „Св. св. Кирил и Методий“ през 2008 г. |
| Българска православна църква „Св. св. Кирил и Методий“ през 2008 г. |

В сайта на ДАБЧ на България се посочва, че в Унгария има 13 действащи организации на българите – 3 дружества, 2 печатни медии, 4 електронни медии, 2 учебни заведения и 2 църковни общини.
|                                                                                         | Вид              | Адрес                             | Седалище или местонахождение | Година на основаване | Година на закриване | Уебсайт или блог   |
| --------------------------------------------------------------------------------------- | ---------------- | --------------------------------- | ---------------------------- | -------------------- | ------------------- | ------------------ |
| Дружество на българите в Унгария                                                        | дружество        | ул. „Вагохид“ 62                  | Будапеща                     | 1914                 |                     | bolgaregyesulet.hu |
| Българско републиканско самоуправление                                                  | дружество        | Bajza u. 44                       | Будапеща                     | 1995                 |                     | bolgarok.hu        |
| Български културен форум                                                                | дружество        | Cirmos Utca 1-3. B.Lh. 8.Em. 47.A | Будапеща                     | 1999                 |                     | bolgarforum.hu     |
| Хемус (Българо-унгарско списание за култура и обществен живот)                          | печатна медия    | Bajza u. 44                       | Будапеща                     | 1991                 |                     | www.bolgarok.hu    |
| Български вести (вестник)                                                               | печатна медия    | Bajza u. 44                       | Будапеща                     | 1995                 |                     | www.bolgarok.hu    |
| БолгарУеб (портал за българите в Унгария)                                               | електронна медия | Bajza u. 44                       |                              |                      |                     | bolgarok.hu        |
| Българско предаване по Унгарското национално радио, програма MR4 (Унгария)              | електронна медия | Kunigunda u. 64                   | Будапеща                     | 1998                 |                     | mediaklikk.hu      |
|                                                                                         |                  |                                   |                              |                      |                     |                    |
| Рондо (телевизионно предаване по телевизия Magyar Televízió)                            | електронна медия | Kunigunda u. 64                   | Будапеща                     | 1995                 |                     | mediaklikk.hu      |
| Българо–унгарско средно езиково училище „Христо Ботев“                                  | учебно заведение | Bajza u. 44                       | Будапеща                     | 1918                 | 2011                |                    |
| Българско училище за роден език                                                         | учебно заведение | Bajza u. 44                       | Будапеща                     | 2004                 |                     |                    |
| Българска двуезична малцинствена детска градина                                         | учебно заведение | Bajza u. 44                       | Будапеща                     | 2008                 |                     |                    |
| Българска православна църковна община „Св. св. Кирил и Методий“ и параклис „Св. Трифон“ | църковна община  | Vágóhid 15                        | Будапеща                     | 1916                 |                     |                    |
| Българска православна църковна община „Св. Иван Рилски“                                 | църковна община  |                                   | Печ                          | 1933                 |                     |                    |

## Исторически събития
- 1365-1396 Първа преселническа вълна
- 1688-1741 Заселване в Банат
- От средата на ХIХ век - български градинари идват първоначално като гурбетчии, по-късно се заселват и основават първите си организации:
- 1914 Основаване на Дружеството на българите в Унгария
- 1916 Основава се Българската православна църква в Унгария
- 1918 Българо училище в Будапеща – основно училище от 1 до 4 клас, от 1921 от 1 до 7 клас, от 1981 от 1 до 11 клас, от 1995 от 1 до 12 клас
- 1924 Българско училище в Мишколц (закрито през 1950 г.)
- 1932 Построяване на българския православен храм в Будапеща (осветен през 1950-те години)
- 1954 Българско училище в Печ (закрито през 1970 г.)
- 1957 Изграждане на Българския културен дом, седалище на Дружеството на българите в Унгария
- 1981 Българо-унгарско средно езиково училище „Христо Ботев“ в Будапеща става пълноправно средно училище
- 1995 Основаване на Българското републиканско самоуправление